# Jonathan Foss
Jonathan Roland Foss (25 juni 2004) is een Deens voetballer die sinds het seizoen 2025/26 uitkomt voor de Nederlandse club Roda JC.

## Clubcarrière
In april 2022 ruilde Foss, samen met Tobias Lund Jensen, de jeugdopleiding van Odense BK voor die van Club Brugge. Blauw-zwart telde voor beide tieners samen een miljoen euro neer. Op 30 september 2022 maakte Foss zijn profdebuut in het shirt van Club NXT, het beloftenelftal van Club Brugge dat aantreedt in Eerste klasse B: op de zevende competitiespeeldag liet trainer Nicky Hayen hem in het 3-3-gelijkspel tegen Excelsior Virton in de 81e minuut invallen. Zijn volgende speelminuten kreeg hij pas op 6 mei 2023: op de voorlaatste speeldag van de promotie-playoffs liet interim-trainer Hayk Milkon hem in de 1-3-nederlaag tegen RWDM bij de rust invallen.
Op 1 september 2023 kondigde Borussia Mönchengladbach aan dat het Foss voor één seizoen huurde van Club Brugge, weliswaar om in te zetten voor het beloftenelftal in de Regionalliga West.

## Interlandcarrière
Foss debuteerde in 2021 als Deens jeugdinternational.
1 Bucker ·
4 Koglin ·
5 Jansen ·
6 Spieringhs ·
8 Müller ·
9 Çukur ·
10 Schwirten ·
11 Griffith ·
13 Röseler ·
14 Breij ·
15 Beerten ·
16 Treichel ·
17 Džepar ·
18 Köther ·
20 Leijten ·
21 Kongolo  ·
22 Kruiver ·
23 Steins ·
24 Boti ·
26 El Meliani ·
27 Bangura ·
30 Van Hemelryck ·
31 Maiorano ·
32 Moro ·
33 Timmermans ·
34 Veendorp ·
35 Doulashi ·
47 Seedorf ·
52 El Maach ·
72 Vancsa ·
77 Sejdiu ·
97 Baeten ·
Coach: Sibum
· Assistent-coach: Henkens
· Assistent-coach: Luijpers
· Keeperstrainer: Telgenkamp